# شانيس فان دي ساندين
شانيس جانيس فان دي ساندين (من مواليد 2 أكتوبر 1992) هي لاعبة كرة قدم هولندية تلعب مع نادي ليفربول لكرة القدم للسيدات. هي عضو في المنتخب الهولندي لكرة القدم.

## اللعب الاحترافي

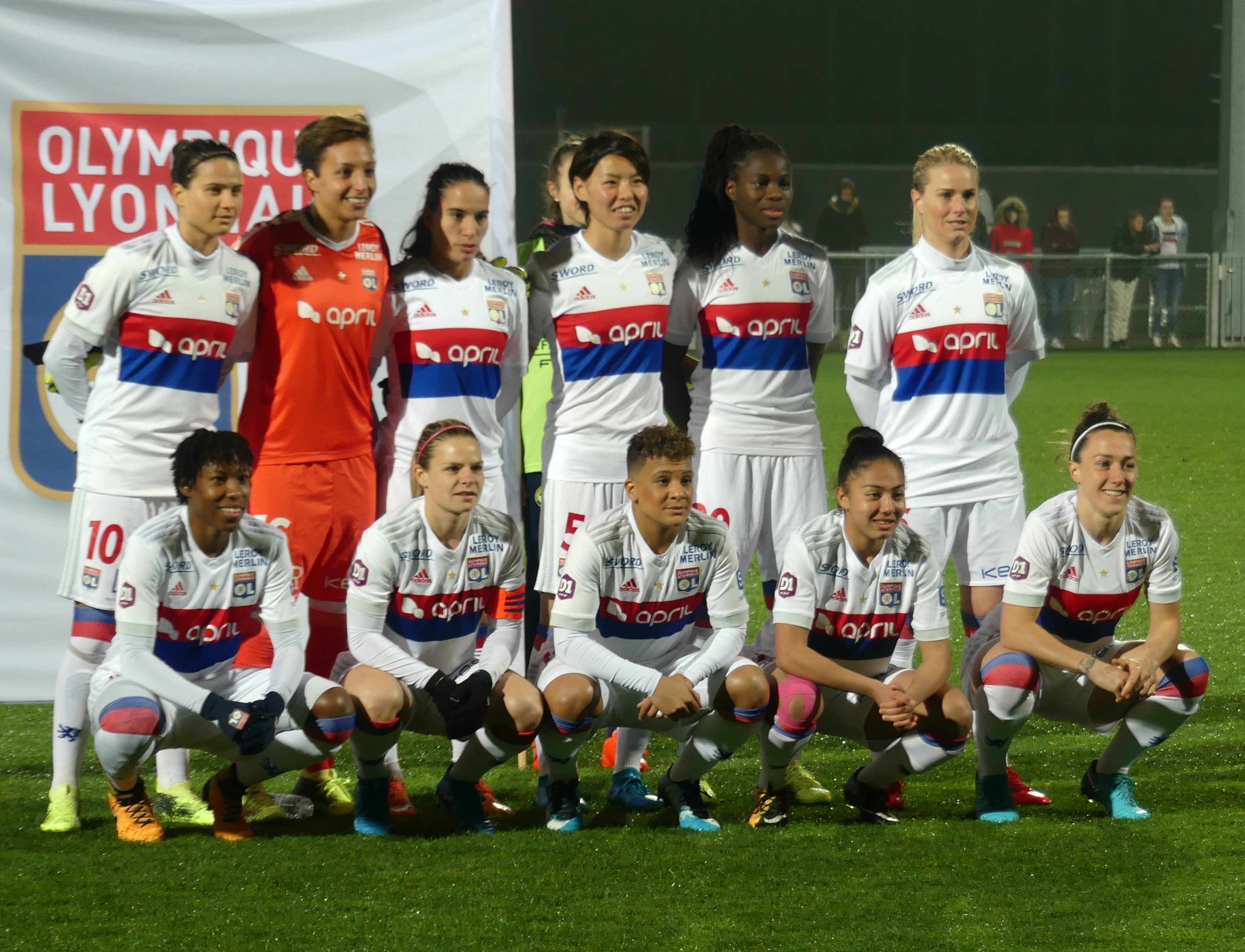
صورة للاعبة مع نادي أولمبيك ليون الفرنسي

بدأت حياتها المهنية في نادي VVIJ للهواة في آيسلستاين، قبل أن تنتقل إلى نادي أوتريخت في عام 2008 حيث لعبت أيضا في فريق SV Saestum.
انتقلت إلى إس سي هيرنفين في مايو 2010، حيث لعبت لموسم واحد قبل انضمامها إلى تف ينتي في مايو 2011. بعد أربعة مواسم ونصف في نادي تف ينتي، وقعت مع ليفربول الإنجليزي في 4 فبراير 2016.
بعد موسمين في ليفربول حيث لعبت ما مجموعه 28 مباراة (في جميع المسابقات)، انتقلت في 29 أغسطس 2017 إلى فرنسا وانضمت إلى أولمبيك ليون في الدرجة الأولى.
عاد فان دي ساندين إلى ليفربول في 16 يوليو 2022.

## اللعب الدولي
في سن 16، ظهرت لأول مرة مع منتخب هولندا لكرة القدم للسيدات في 14 ديسمبر 2008 في مباراة ودية فازت فيها فرنسا 2-0. كانت جزءًا من المنتخب الهولندي في بطولة أمم أوروبا للسيدات 2009 وكأس العالم للسيدات 2015.
كانت في تشكيلة اللاعبين الـ 23 التي فازت بلقب بطولة أمم أوروبا للسيدات 2017 في يونيو 2017. في وقت لاحق من ذلك العام، رُشحت لجائزة أفضل لاعب في العام في الاتحاد الأوروبي لكرة القدم.
اختيرت شانيس جانيس فان دي ساندين في تشكيلة نهائيات كأس العالم للسيدات 2019 في فرنسا.

## نحن بقوة
شانيس أحد السفراء الرسميين في الاتحاد الأوروبي لكرة القدم لـ # WePlayStrong، وهي عبارة عن حملة في وسائل التواصل الاجتماعي والمدونات أطلقت في عام 2018. وضحت إيفانز، مشارك آخر، أن هدف الحملة هو «... الترويج لكرة القدم النسائية قدر الإمكان وتوعية الناس بكرة القدم النسائية». «الهدف النهائي هو جعل كرة القدم أكثر الألعاب التي تلعبها الإناث بحلول عام 2020. لذلك هي مبادرة من الاتحاد الأوروبي لكرة القدم لجعل المزيد من النساء والفتيات يلعبن كرة القدم، سواء كن يرغبن في الاحتراف أم لا.»  هذه السلسلة، التي شملت أصلاً لاعبي كرة القدم المحترفين، سارة زادرازيل، وإونيس بيكمان، ولورا فييرسنجر، وليزا إيفانز، وتضم الآن بترونيلا إكروث وشانيس فان دي ساندن، تتبع الحياة اليومية للاعبات المحترفات.

## روابط خارجية
- شانيس جانيس فان دي ساندين على موقع الاتحاد الدولي (مؤرشف)  (الإنجليزية)
- شانيس جانيس فان دي ساندين على موقع الاتحاد الأوربي (الإنجليزية)
- شانيس جانيس فان دي ساندين على موقع بطولة كرة القدم المكسيكية للسيدات (الإسبانية)
- شانيس جانيس فان دي ساندين على موقع قاعدة بيانات كرة القدم.إي يو (الإنجليزية)
- شانيس جانيس فان دي ساندين على موقع Soccerway.com (الإنجليزية)
- شانيس جانيس فان دي ساندين على موقع عالم كرة القدم.نت (الإنجليزية)
- شانيس جانيس فان دي ساندين على موقع اللجنة الأولمبية الدولية (الإنجليزية)
- شانيس جانيس فان دي ساندين على موقع أوليمبيديا (الإنجليزية)
- شانيس جانيس فان دي ساندين على موقع تيم أن.أل (الهولندية)

- شانيس فان دي ساندين – سجل منافسات الفيفا
- شانيس فان دي ساندين  على سكروي
- الملف الشخصي (بالهولندية) في Onsoranje.nl
- الملف الشخصي (بالهولندية) في onsoranje.nl
- الملف الشخصي (بالهولندية) في vrouwenvoetbalnederland.nl

- إينستاجرام
- تغريد